# Torregassa (Montclar)
Torregassa és una masia que dona nom a una entitat de població del municipi de Montclar (Berguedà). La masia és una obra inclosa en l'Inventari del Patrimoni Arquitectònic de Catalunya.

## Masia
Masia de planta rectangular coberta a dues aigües de teula àrab i el carener paral·lel a la façana de llevant. Està estructurada en planta baixa i dos pisos superiors. La masia fou reformada al segle XX amb la construcció d'un cos rectangular adossat a la façana de llevant fet amb materials moderns que trenquen l'estructura de la masia. A ponent i a migdia encara es conserven finestres amb llindes de pedra. La majoria són de petites dimensions, allindanades i disposades de forma aleatòria als murs.
Construïda al s. XVII formava part del terme parroquial de Sant Martí de Montclar, probablement existia ja a l'època medieval car el nom de la masia remet a la probable existència d'una torre en aquest indret proper al castell de Montclar i de l'Espunyola.